# Pliszka górska
Pliszka górska (Motacilla cinerea) – gatunek małego ptaka z rodziny pliszkowatych (Motacillidae).

## Występowanie

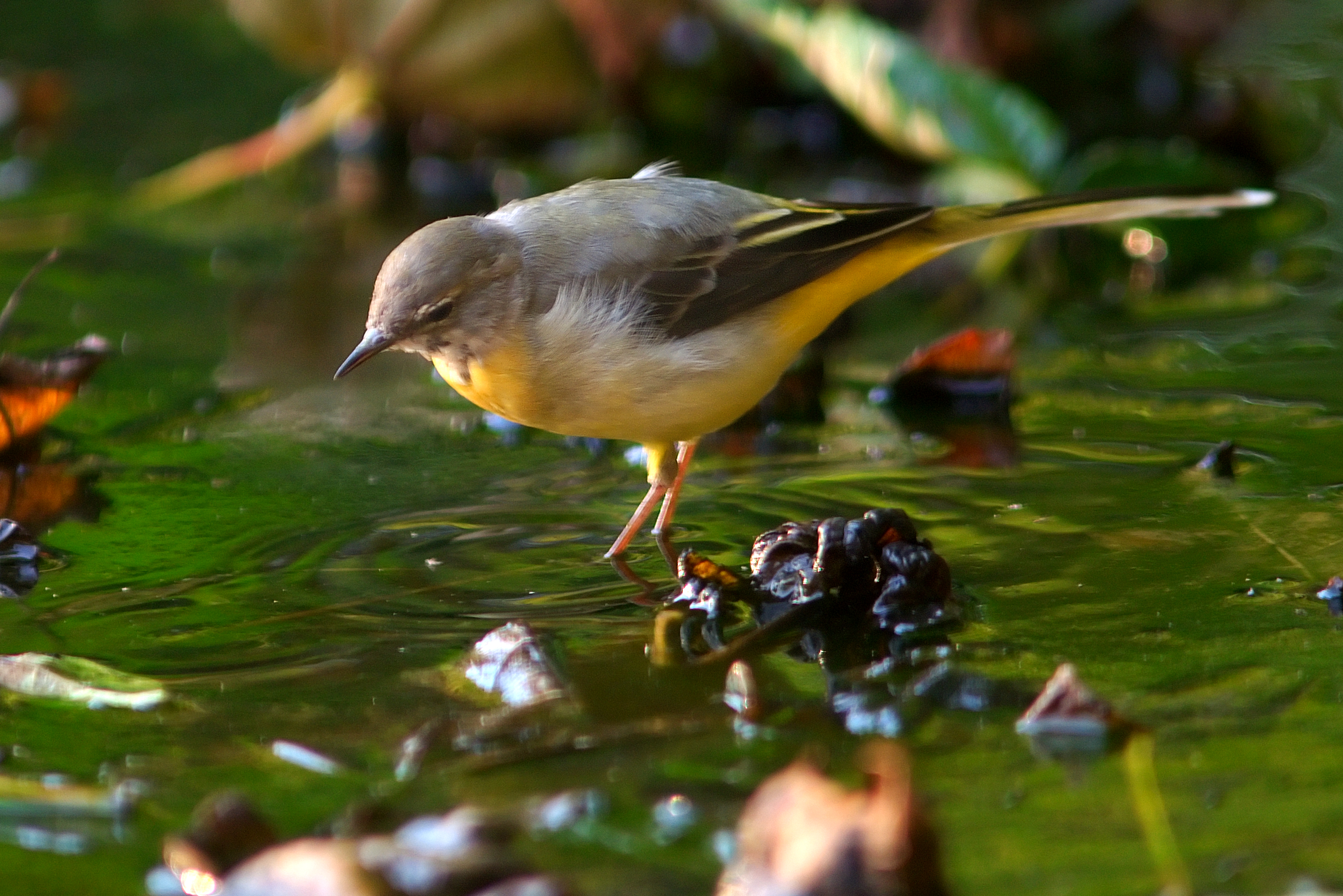
Pliszki górskie najliczniej występują w południowej Polsce

Zamieszkuje średnie szerokości od zachodniej Europy do wschodniej Azji, a ponadto północno-zachodnią Afrykę i wyspy we wschodniej części Oceanu Atlantyckiego. Nie ma jej na Islandii oraz na północy Skandynawii. W zachodniej i południowej Europie pliszki górskie są ptakami osiadłymi. W Polsce jest częściowo osiadła. W Danii i na południu Skandynawii pojawiła się dopiero na początku XX wieku. Ptaki z północy są wędrowne. Osobniki europejskie zimują w krajach basenu Morza Śródziemnego i w północnej Afryce, a azjatyckie – w południowej Azji aż po Nową Gwineę, dokonując przy tym długich przelotów. Ptak zaobrączkowany w Drawieńskim Parku Narodowym został w styczniu 2019 r. zidentyfikowany w Hiszpanii, 70 km na południe od Walencji (odległość ok. 2 tys. km). Do niektórych rejonów Europy Środkowej na tereny lęgowe pliszka powraca w kwietniu, a czasem już na początku marca. Odloty następują od września do grudnia.
W Polsce średnio liczny ptak lęgowy gór, terenów podgórskich i wyżyn. Nielicznie lub bardzo nielicznie występuje również w innych częściach kraju – nad rzekami Pomorza i Warmii, ziemi lubuskiej, Dolnego Śląska, południowej Lubelszczyzny, Kielecczyzny i Wielkopolski. Pomimo nazwy gatunkowej można ją zatem spotkać od Bałtyku po prawie Noteć. Wynika to z tego, że ptak nie wymaga terenu górskiego, a jedynie wartko płynącego cieku, w obrębie którego szuka bezkręgowców. Nie ma jej jednak w większości wschodnich i centralnych regionów. Nieliczne osobniki, które zostają na zimę, spotyka się zwykle blisko niezamarzniętych zbiorników.

## Systematyka
Wyróżnia się trzy podgatunki M. cinerea:
- M. cinerea patriciae – Azory.
- M. cinerea schmitzi – Madera.
- M. cinerea cinerea – zachodnia Europa, Wyspy Kanaryjskie i północno-zachodnia Afryka do środkowej, wschodniej i północno-wschodniej Azji.

Proponowane podgatunki canariensis, melanope i robusta zsynonimizowano z podgatunkiem nominatywnym.

## Charakterystyka

### Cechy gatunku
Smukła sylwetka, bardzo długi czarny ogon z białymi brzegami. Samiec w szacie godowej ma czarne podgardle ograniczone od góry białym wąsem, wierzch głowy, kark i grzbiet szare, a spód intensywnie żółty. Skrzydła są czarniawe. Samica i młode w szacie spoczynkowej nie mają czarnej plamy na białym podgardlu (u samców pozostaje ona w trakcie zimy), lecz kolor żółty płynnie przechodzi przez biały do szarości wierzchu ciała (mniej skontrastowany). Spód nie jest tak jednolicie żółty jak u samców.
U podgatunku patriciae kolor szary na grzbiecie jest jaśniejszy. Podgatunek schmitzi ma bardziej kontrastowe upierzenie, a jego biały pasek oczny jest mniejszy niż u podgatunku nominatywnego, poza tym ma jasnoszare boki ciała.
Bywa mylona z pliszką żółtą. Samiec pliszki górskiej w odróżnieniu od żółtej ma czarne podgardle i wyraźnie dłuższy ogon. Jest wielkości wróbla, choć w porównaniu z nim ma bardziej wydłużoną sylwetkę.
Gdy chodzi, ptak rusza ogonem w górę i w dół, co chwilę siadając na nowych kamieniach. Szybko lata, torem głęboko falistym. To ptak ruchliwy i zwracający na siebie uwagę w pobliżu górskich potoków. Nie waha się wylatywać na zupełnie odsłonięte tereny, najczęściej przebywa na ziemi, a siada na wyżej położonych kamieniach, krzakach lub słupkach. Nie kryje się przed człowiekiem. Samiec wydaje z podwyższenia ostre „tsi sit”.

### Wymiary średnie
długość ciałaok. 18–19 cm
rozpiętość skrzydełok. 25–27 cm

### Masa ciała
ok. 15–21 g

## Biotop
Żyje nad dzikimi, wartkimi, naturalnymi wodami płynącymi – zajmuje brzegi czystych potoków i rzek o rwącym nurcie i kamienistych, zarośniętych brzegach oraz piaszczystym lub żwirowym dnie (zarówno cieków śródlądowych i tych płynących przez osady ludzkie), zazwyczaj w górach, lecz spotykana również nad spełniającymi te warunki terenami nizinnymi, np. na stawach rybnych. Niekiedy głazy lub duże kamienie w nurcie rzeki zastępują inne ludzkie konstrukcje i jazy, które spiętrzały wodę przy dawnych młynach i małych elektrowniach. Jest zatem w znacznym stopniu uzależniona od wody, co powiązane jest z pokarmem, na który poluje.

## Okres lęgowy

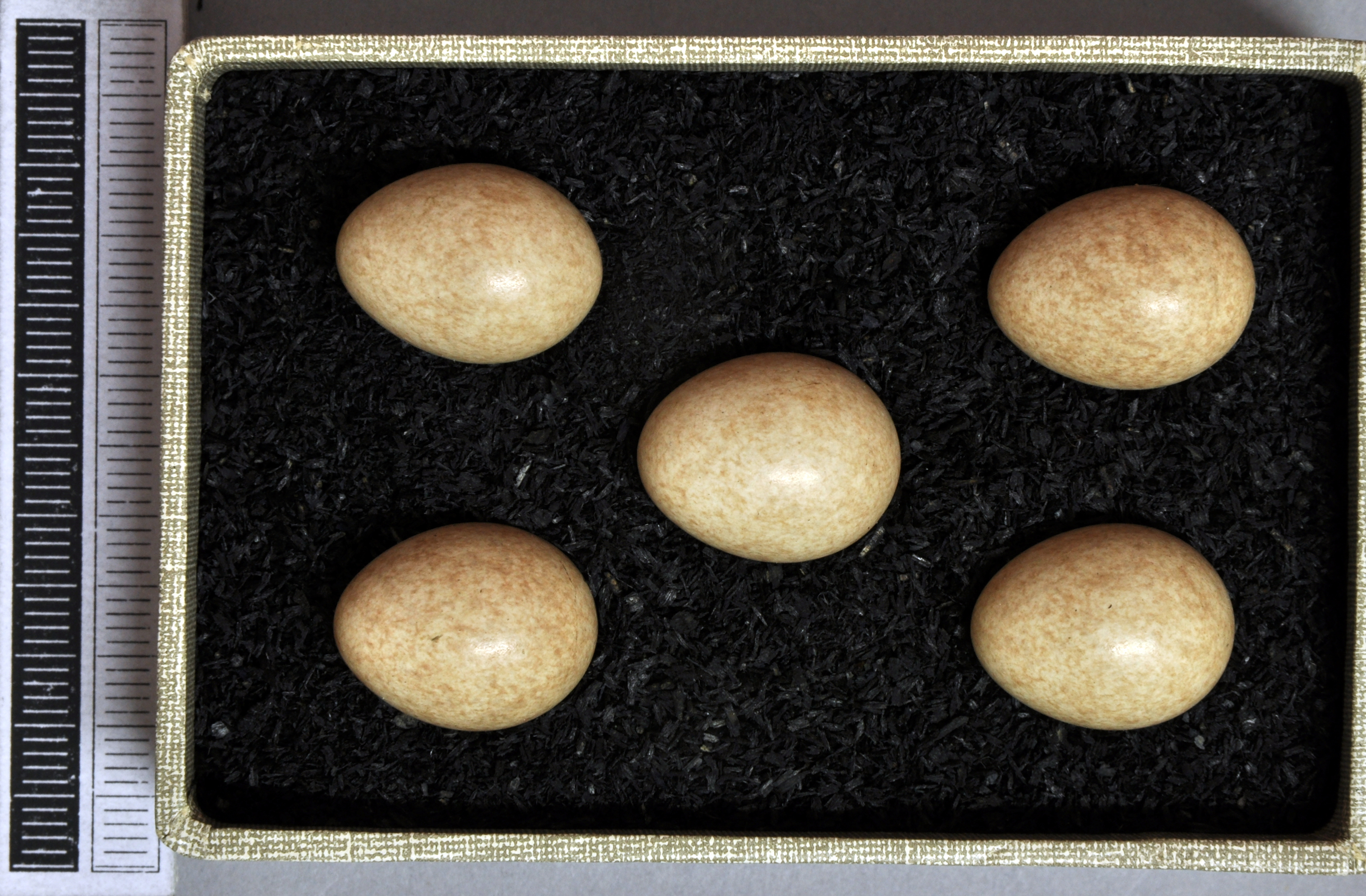
Jaja z kolekcji muzealnej

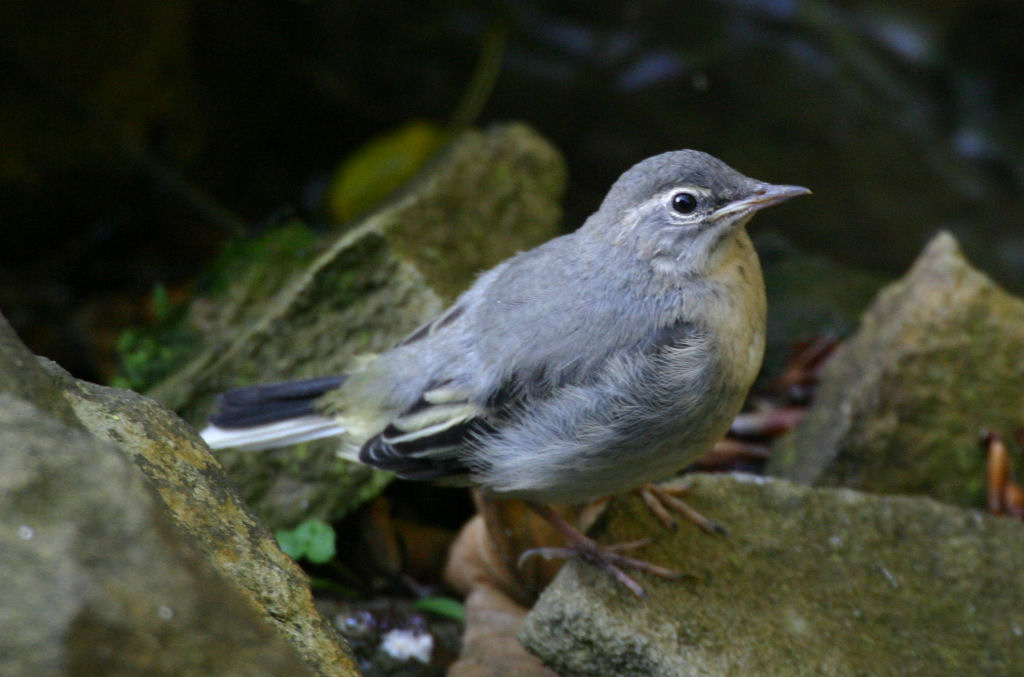
Osobnik młodociany

Na lęgowiska w Polsce wraca w marcu. Lęgi wyprowadza od kwietnia do lipca. Większość par robi to dwa razy. Tworzone pary są monogamiczne.

### Gniazdo
W szczelinach skał i kamieni nad brzegami wód, zagłębieniach terenu, a także w ścianach budynków i mostów. Położone blisko strumieni, korzeni na brzegach, w otworach różnych wodnych budowli w np. małych mostach, groblach, ścianach ścieżek flisackich, w ścianach i krokwiach budynków, które mogą być oddalone od wody. Pliszki górskie wiją gniazdo ze źdźbeł trawy, mchów, korzeni i kawałków liści. Przeplatają je delikatnymi korzonkami roślin i włosiem. Osłonięte jest od góry.

### Jaja
W ciągu roku wyprowadza zazwyczaj dwa lęgi, składając w maju–lipcu 4–6 białych, zielonkawych lub szarawych pokrytych gęstymi, jasnobrązowymi małymi plamkami jaj o średnich wymiarach 19x14 mm. Do gniazd pliszek górskich swoje jaja podrzucają często kukułki.

### Wysiadywanie, pisklęta
Jaja wysiadywane są przez okres 12–14 dni przez obydwoje rodziców. Pisklęta, gniazdowniki, opuszczają gniazdo po 12–13 dniach. Do tego czasu karmią je oboje rodzice. Często wysiaduje jajo kukułki. Jesienne wędrówki rozpoczynają się we wrześniu i październiku.

## Pożywienie

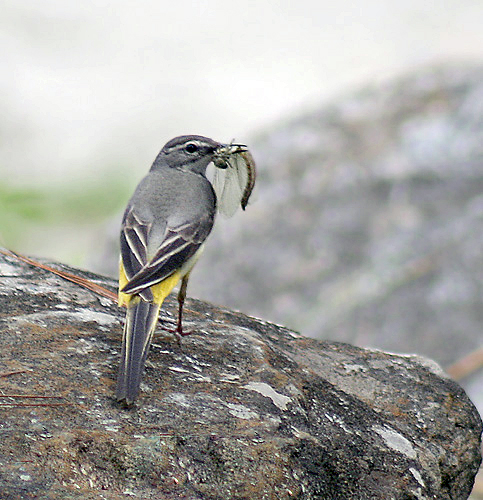
Pliszki górskie najchętniej łowią owady związane z ciekami płynącymi

Owady wodne i lądowe, ich larwy i inne drobne bezkręgowce zbierane na brzegach strumieni, potoków i znad wody, z roślin, ziemi, a czasem chwytane w locie. Rzadziej zjada kijanki i małe ryby.
Żeruje pośród niskiej roślinności i na odsłoniętych stanowiskach. Często brodzi w wodzie i wyjmuje z niej pokarm. W trakcie łowów za zdobyczą chodzi, podbiega lub ku niej podfruwa.

## Status i ochrona
Międzynarodowa Unia Ochrony Przyrody (IUCN) uznaje pliszkę górską za gatunek najmniejszej troski (LC – Least Concern) nieprzerwanie od 1988 roku. Liczebność światowej populacji, obliczona w oparciu o szacunki organizacji BirdLife International dla Europy z 2015 roku, mieści się w przedziale 5–20 milionów dorosłych osobników. Globalny trend liczebności populacji uznawany jest za stabilny.
Na terenie Polski gatunek ten jest objęty ścisłą ochroną gatunkową. Na Czerwonej liście ptaków Polski pliszka górska została sklasyfikowana jako gatunek najmniejszej troski (LC). Według szacunków Monitoringu Pospolitych Ptaków Lęgowych, w latach 2013–2018 krajowa populacja lęgowa liczyła 7–10 tysięcy par.